# Gifflenga
Gifflenga ist eine italienische Gemeinde (comune) mit 101 Einwohnern (Stand 31. Dezember 2023) in der Provinz Biella (BI), Region Piemont.

## Geographie
Gifflenga liegt auf der orographisch rechten Seite des Torrente Cervo, einem rechten Nebenfluss des Sesia, auf 197 m s.l.m. Die Provinzhauptstadt Biella liegt etwa 19 Kilometer nordwestlich von Gifflenga in einem Reisanbaugebiet. Zur Gemeinde gehören auch die beiden Fraktionen Canton Bonda, Canton Castellazzo. Das  etwas mehr als 2 km² große Gemeindegebiet grenzt im Osten an die Provinz Vercelli.
Die Nachbargemeinden sind Buronzo, Castelletto Cervo, beide in der Provinz Vercelli, und Mottalciata.

## Verkehr
Durch Gifflenga führt die Provinzstraße SP 308 Mottalciata Gifflenga.

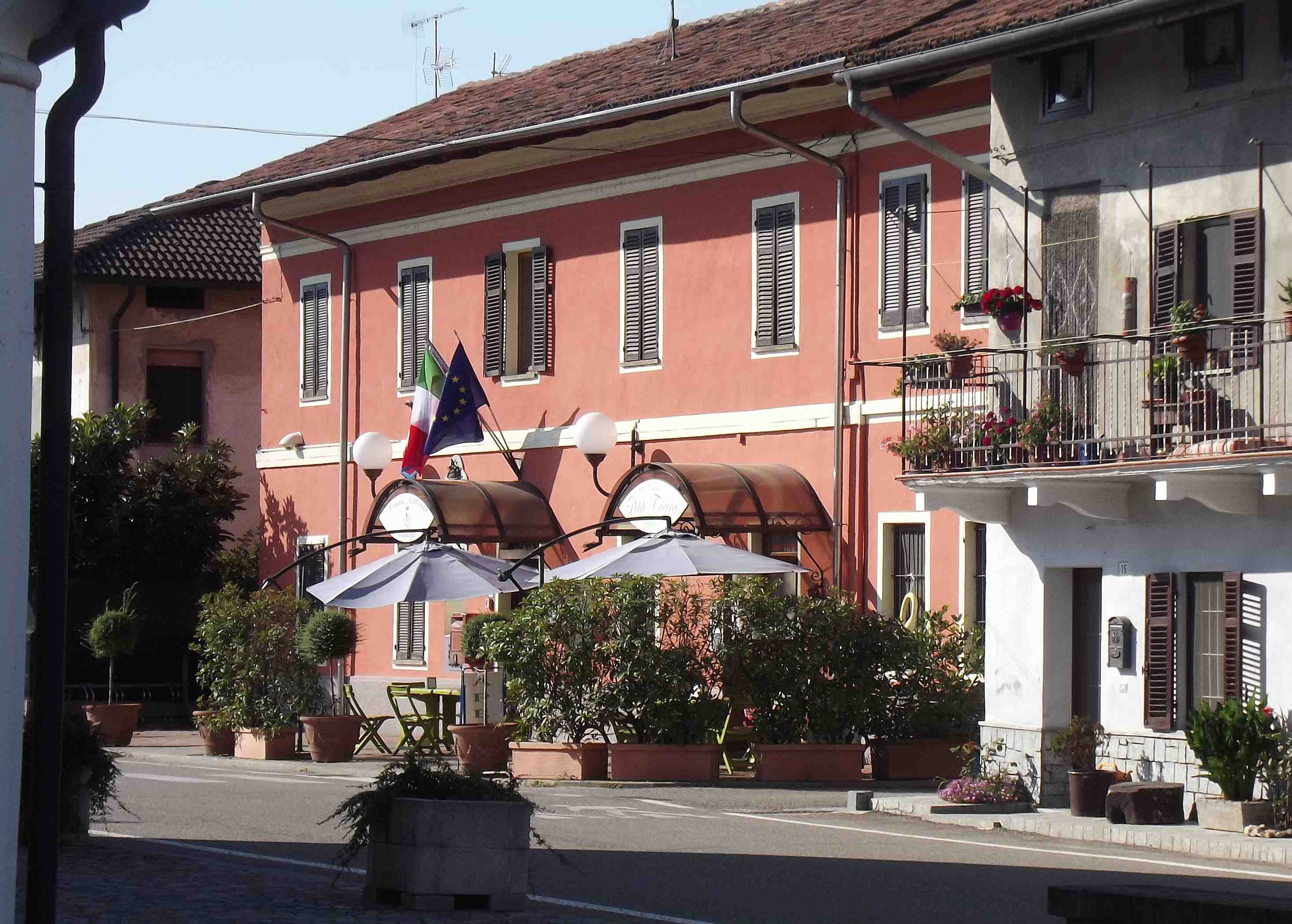
Rathaus
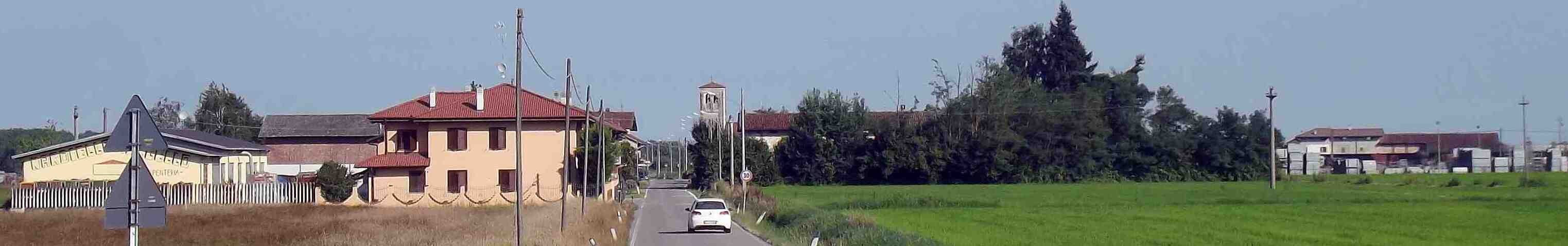
Die durch  Gifflenga führende SP 308
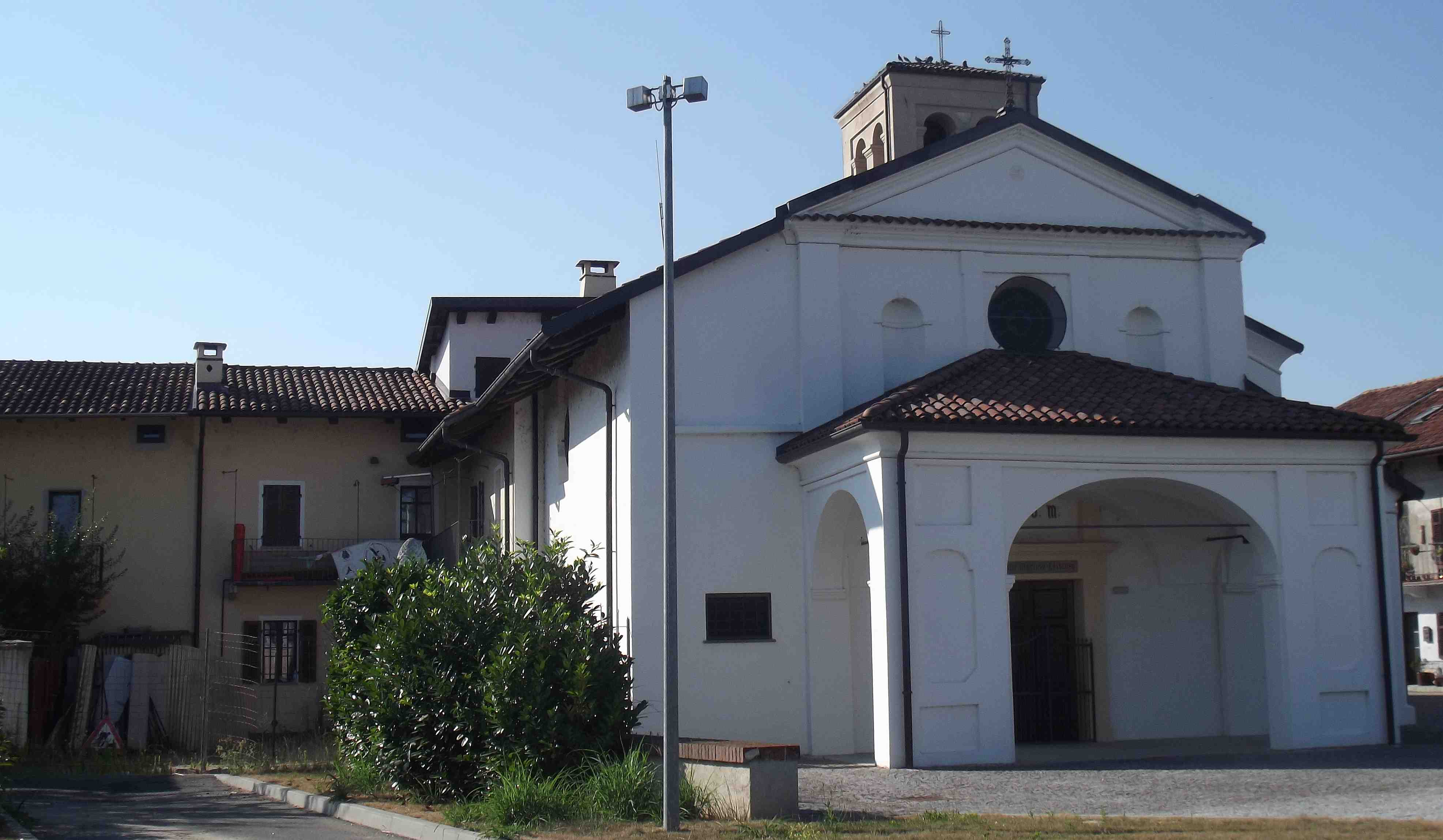
Pfarrkirche S. Martino